# Cappella di San Rocco (Bingen am Rhein)
La cappella di san Rocco (in tedesco: Rochuskapelle) è un luogo di culto cattolico dedicato a san Rocco che si trova a Bingen am Rhein, nella Renania-Palatinato. L'edificio, in stile neogotico, venne costruito tra il 1893 ed il 1895. In esso si conservano i resti di San Ruperto di Bingen.

## Storia
Una prima cappella costruita in onore di San Rocco fu edificata in seguito ad un voto fatto durante la peste del 1666. L'edificio, costruito interamente a spese della città di Bingen am Rhein, venne distrutto da un incendio durante l'occupazione francese del 1795 e ricostruito soltanto nel 1814 come ringraziamento per la fine di una epidemia di febbre tifoide. Nel 1816, Johann Wolfgang von Goethe visitò la cappella e la fece diventare punto fondamentale della sua opera Il pellegrinaggio di S. Rocco a Bingen; lo scrittore fece dono alla cappella di un quadro di San Rocco con le sue sembianze. Nel 1889 un fulmine distrusse nuovamente la cappella, che venne ricostruita tra il 1893 e il 1895 su progetto dell'architetto Max Meckel che aveva in precedenza lavorato al cantiere della cattedrale di Friburgo.
Caratteristica la processione popolare organizzata dalla diocesi di Magonza che si svolge la domenica successiva al 15 agosto, descritta dallo stesso Goethe.

## Descrizione

### Arte e architettura

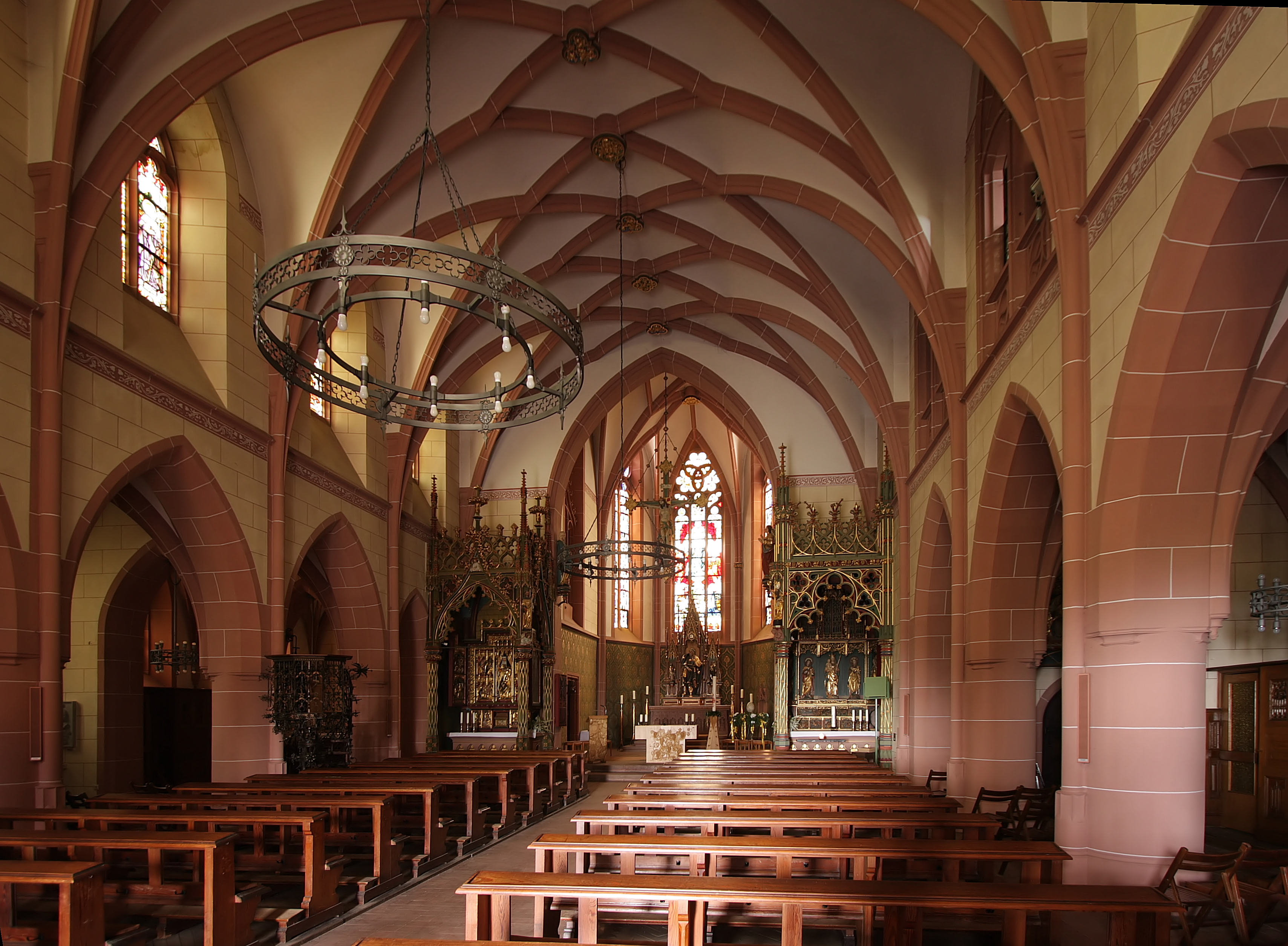
Interno

La cappella, sorge sulla collina Rochusberg. In stile neogotico, all'esterno è caratterizzata dalla torre campanaria posta sul lato posteriore dell'edificio, in prossimità dell'abside, e dalla cappella aperta situata lungo la navata di destra, che permette la celebrazione della Messa anche all'esterno. Sotto questa edicola neogotica vi è un gruppo scultoreo in marmo bianco raffigurante il Calvario. All'esterno della chiesa si trova la Via Crucis con le stazioni formate da edicole neogotiche.
L'interno della chiesa è a tre navate separate da grandi archi a tutto sesto poggianti su pilastri. Mentre le due laterali sono coperte con volta a crociera, quella centrale è coperta con volta composita. In fondo alla navata maggiore, vi è l'abside poligonale con altare maggiore in legno scolpito che racchiude la statua di San Rocco.

### Organo a canne
A metà della navata laterale di destra, vi è l'organo a canne costruito dalla ditta organaria B. Schlimbach & Sohn Orgelbau nel XIX secolo. A due tastiere di 54 note ciascuna e pedaliera dritta di 30, ha la caratteristica di poter essere udito sia dentro la chiesa, sia dalla cappella esterna. Di seguito, la sua disposizione fonica:
| Prima tastiera - Hauptwerk |     |
| Quintatön                  | 16' |
| Principal                  | 8'  |
| Hohlflöte                  | 8'  |
| Gamba                      | 8'  |
| Octave                     | 4'  |
| Rohrflöte                  | 4'  |
| Cornett                    | IV  |
| Mixtur                     | V   |
| Trompete                   | 8'  |

| Seconda tastiera - Nebenwerk |    |
| Flötenrincipal               | 8' |
| Flöte amabile                | 8' |
| Salicional                   | 8' |
| Gedackt                      | 8' |
| Dolce                        | 8' |
| Flöte dolce                  | 4' |

| Pedal        |     |
| Subbaß       | 16' |
| Principalbaß | 16' |
| Violoncello  | 8'  |
| Tuba         | 16' |

## Altre immagini

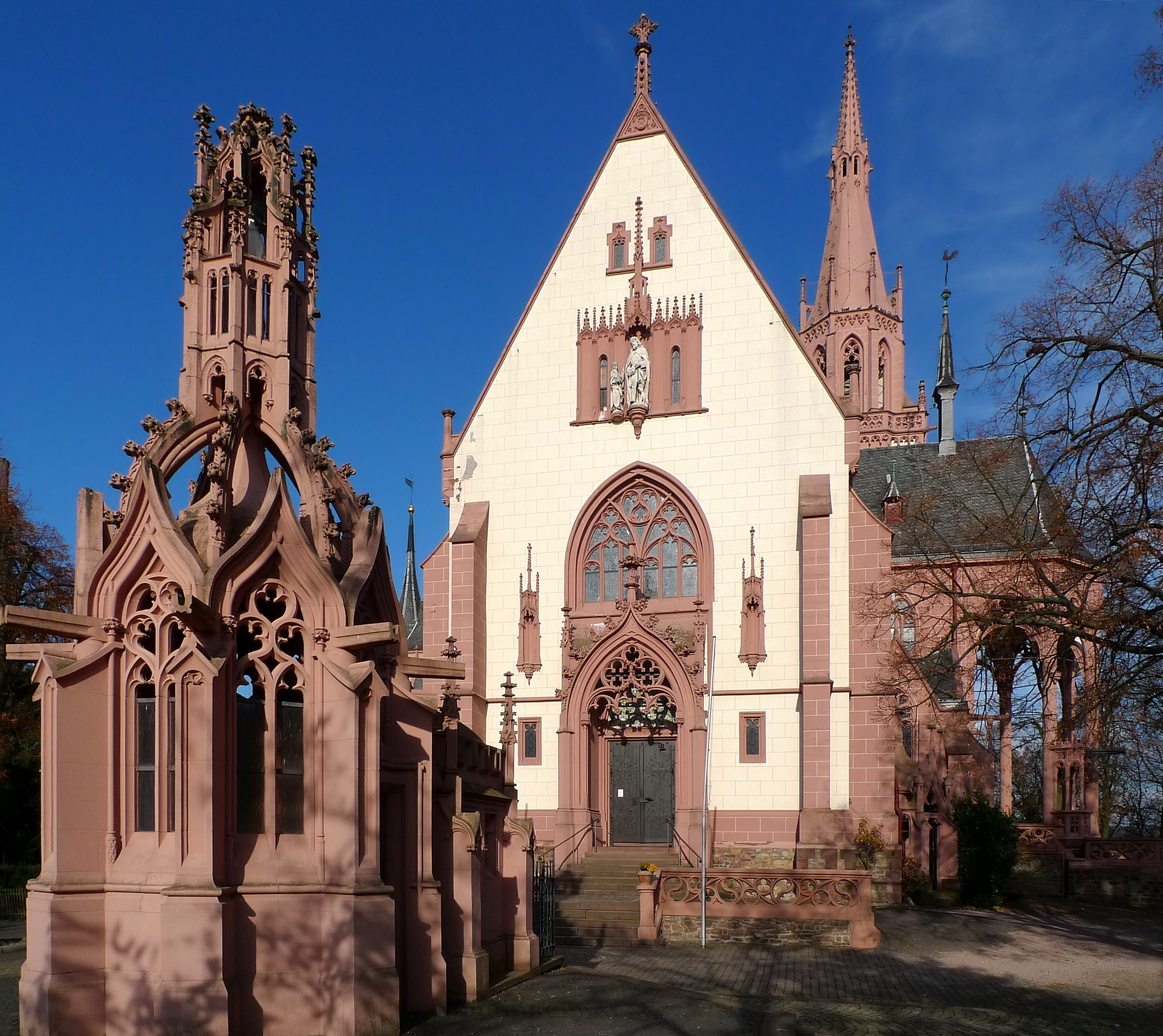
Il sagrato
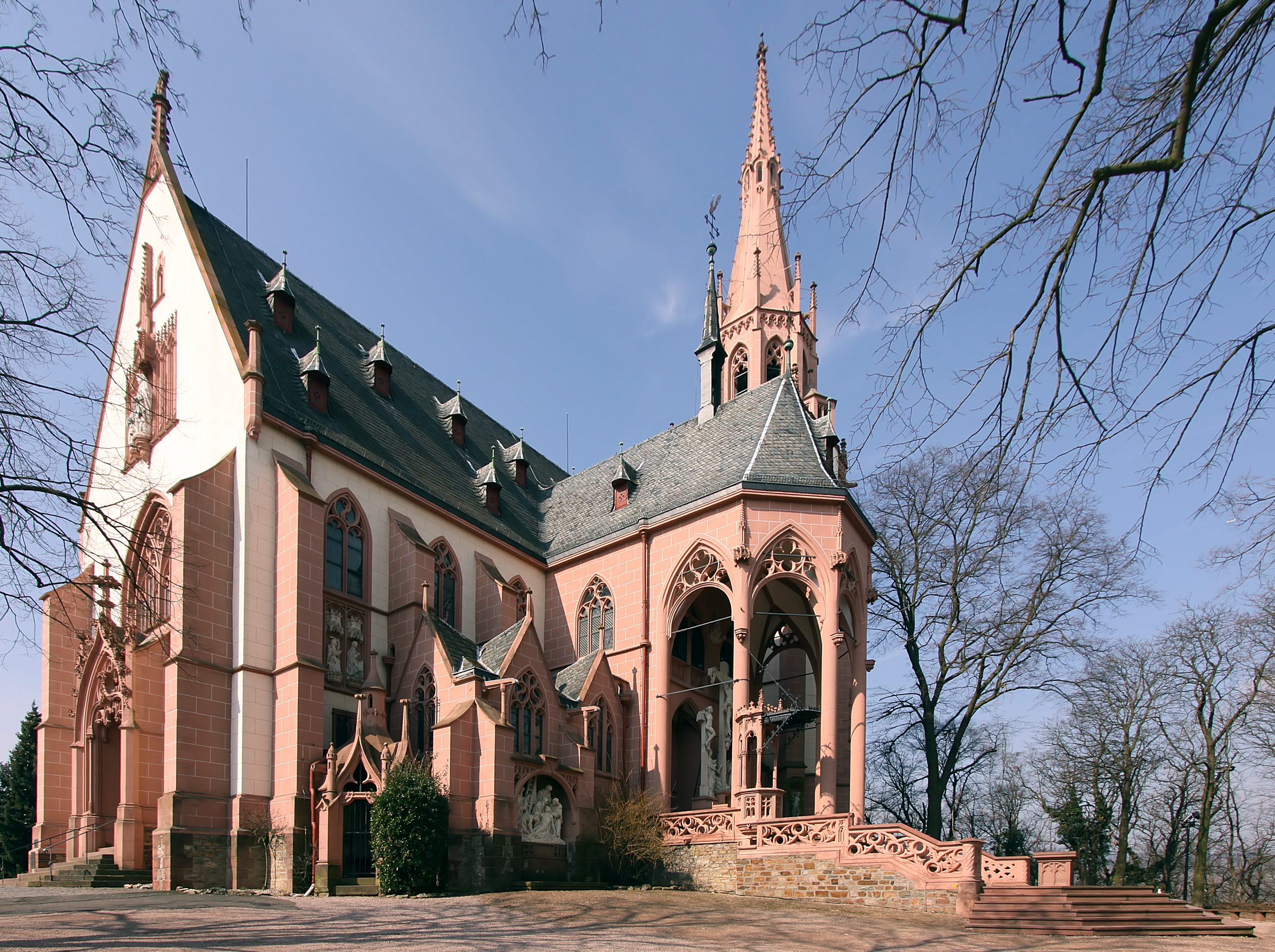
Esterno
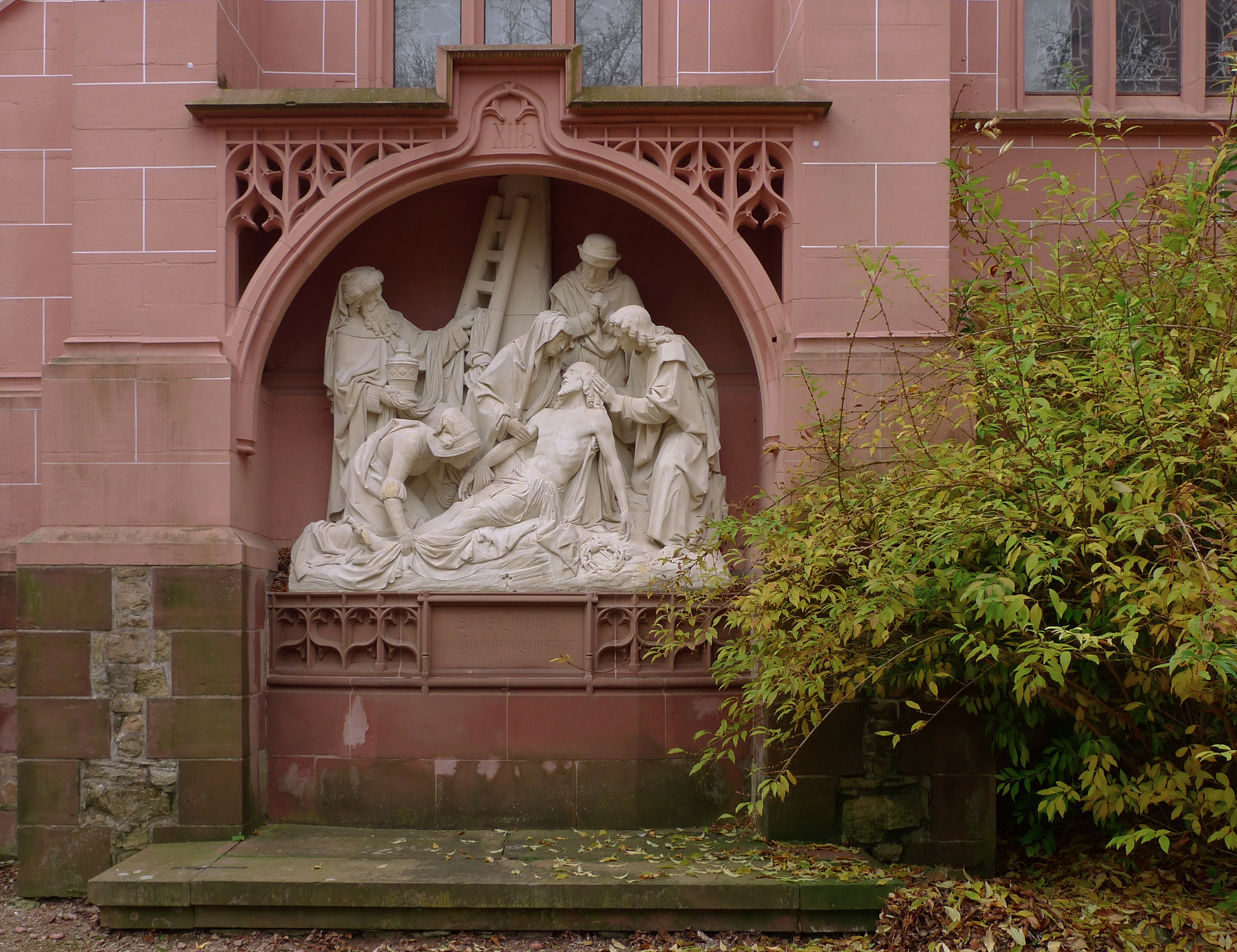
La dodicesima stazione della Via Crucis esterna
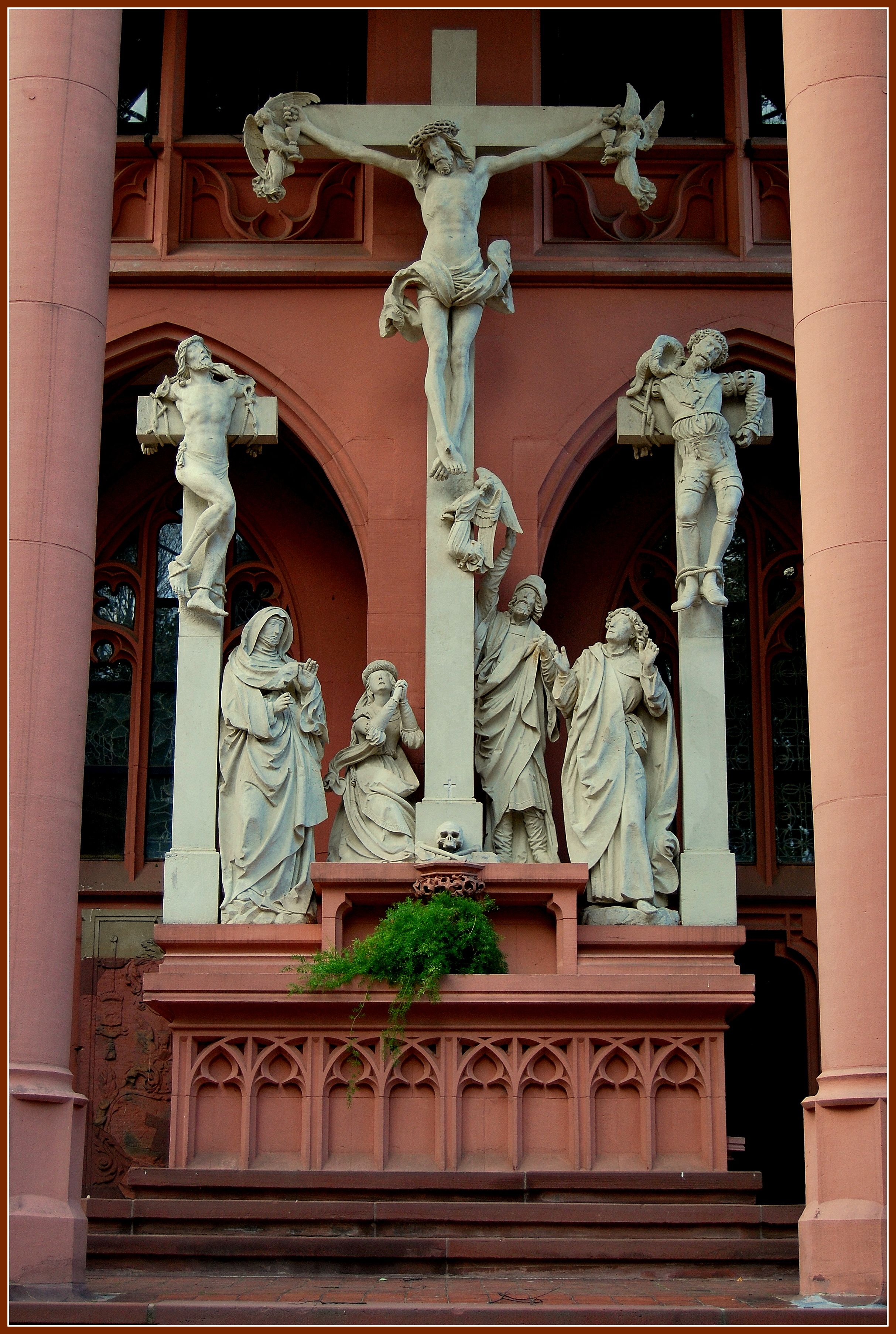
L'altare della cappella esterna